# ジャドソン・キルパトリック
ヒュー・ジャドソン・キルパトリック（英: Hugh Judson Kilpatrick、1836年1月14日-1881年12月4日）は、南北戦争の北軍士官であり、名誉少将の位まで昇った。後に在チリアメリカ合衆国大使となり、またアメリカ合衆国下院議員選挙に出馬したが落選した。
戦闘中に指揮下の兵士の命を無視するような向こう見ずと考えられる戦術を使ったことで「キル・カバルリ」（騎兵殺し）と呼ばれ、成し遂げた勝利で称賛もされたが、その家や町が破壊された南部人からは嫌悪されていた。

## 初期の経歴
ヒュー・ジャドソン・キルパトリックは通常ジャドソン・キルパトリックと呼ばれ、ニュージャージー州デッカータウン（現在はサセックス・ボロ）近くのウォンテジ郡区にある農園で、サイモン・キルパトリック大佐とジュリア・ウィッカム夫妻の4番目の子供として生まれた。

## 南北戦争
キルパトリックは、南北戦争が始まった直後の1861年に陸軍士官学校を卒業し、第1アメリカ砲兵隊の少尉に任官された。3日後には第5ニューヨーク歩兵連隊（デュリエのズアーブ）で大佐となった。
1861年6月10日、キルパトリックはビッグベセルの戦いで1個中隊を率いている時に、南北戦争で最初の負傷した北軍士官となった。9月25日には自分で立ち上げに協力した第2ニューヨーク騎兵隊の中佐となった。この部隊はキルパトリックに名声と悪名の両方をもたらした騎兵隊となった。
キルパトリックの当初の任務は静穏なものであり、参謀の仕事と小規模の騎兵同士の小競り合いに参加したくらいだった。それが1862年8月の第二次ブルランの戦いで変わった。北バージニア方面作戦の初期にバージニア中央鉄道を襲撃し、戦闘初日の夕刻に愚かな黄昏時の騎兵突撃を命令し、1個騎兵大隊全てを失った。それでも12月6日には大佐に昇進した。
キルパトリックは攻撃的で怖れを知らず、大望があり、空威張りするところがあった。20代半ばにあって出世するために政治的影響力を使うことに長じていた。その部下達はキルパトリックのやり方をほとんど好まず、キルパトリックが部下や馬を進んで疲れさせ、自殺に等しい騎兵突撃を命じることを嫌った（施条マスケット銃が1850年代に導入され歴史のある騎兵突撃は基本的に時代遅れになっていた。騎兵の任務は主に遮蔽、襲撃および偵察に縮小されていた）。部下がキルパトリックにつけて広まったあだ名は「キル・カバルリ」（騎兵殺し）だった。キルパトリックは軍隊の他の者達にも悪評があった。その宿営地は管理が悪く、売春婦が常に集まり、キルパトリック自身もしばしばそれを利用した。1862年には捕獲した南軍の物品を自分の利益のために売却したことで告発され汚職の罪で収監された。またワシントンD.C.で酔って馬鹿騒ぎをやった時や、自隊のために馬を購入する時に賄賂を受け取ったとされることでも収監された。

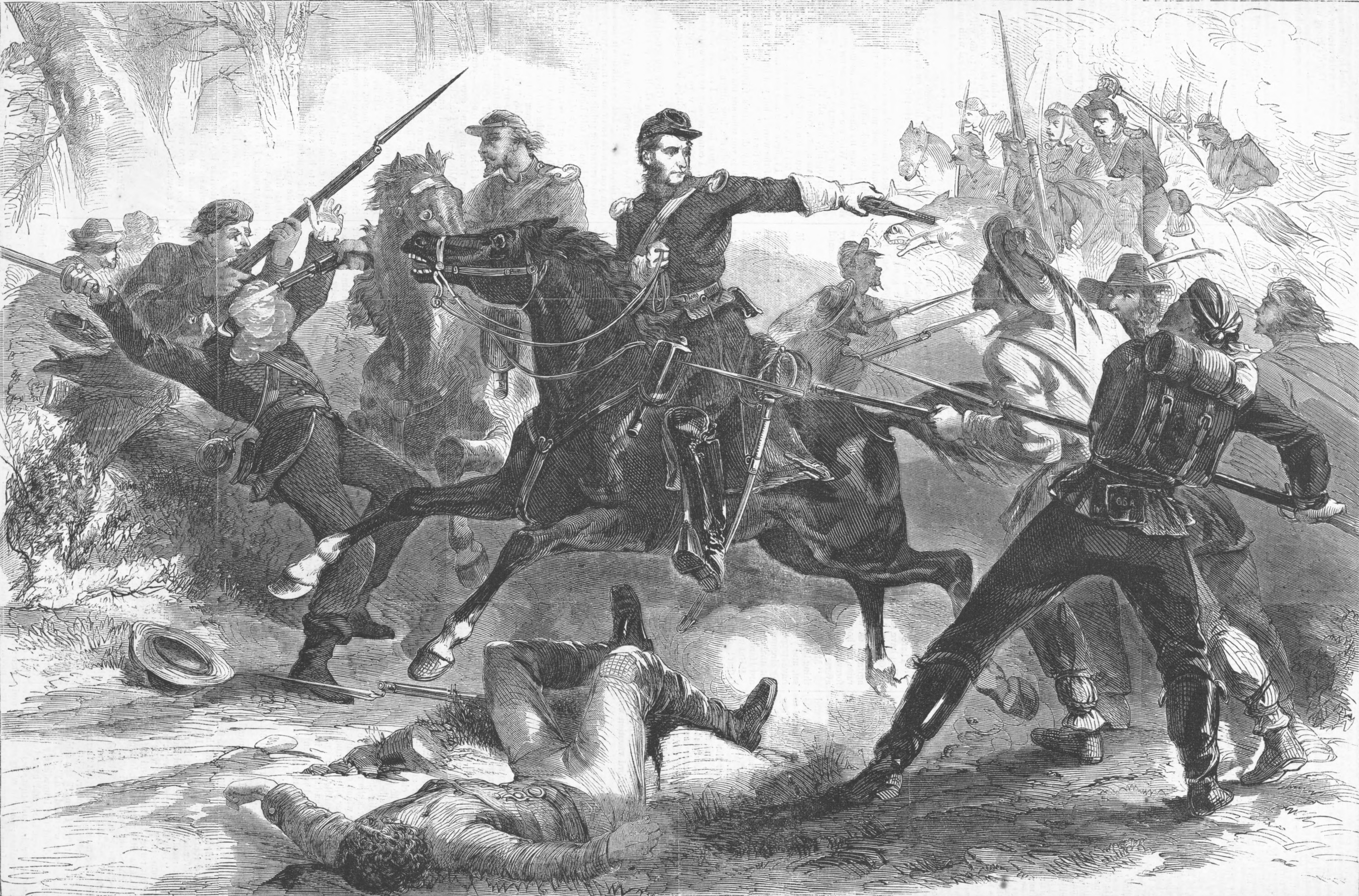
ハーパーズ・ウィークリー紙に載ったキルパトリックの襲撃のスケッチ

1863年2月、ジョセフ・フッカー少将がポトマック軍の中に騎兵軍団を創設し、ジョージ・ストーンマン少将を指揮官に据えた。キルパトリックは第2師団の第1旅団指揮官となった。5月のチャンセラーズヴィルの戦いで、ストーンマンの騎兵隊はロバート・E・リー軍の後方深く回り込み鉄道や補給所を破壊するよう命じられた。キルパトリックは喜んでその任務を遂行した。軍団は意図したようにリーの注意を引き付けることができなかったが、キルパトリックは積極的に輜重車を捕獲し、橋を燃やし、リー軍を回りこんでアメリカ連合国の首都リッチモンド郊外近くまで行くことで名声を勝ち得た。

### ゲティスバーグ方面作戦
1863年6月9日、ゲティスバーグ方面作戦の初めにキルパトリックは、この戦争の中でも最大の騎兵同士の戦闘であるブランディ・ステーションの戦いに参戦した。6月13日には准将の星章を受け、アルディーの戦いとアッパービルの戦いで戦い、ゲティスバーグの戦いが始まる3日前に師団指揮官を任された。6月30日、ペンシルベニア州ハノーバーで南軍J・E・B・スチュアートの騎兵隊と短時間衝突したが、その後で情報収集という本来の任務よりもスチュアート隊との追いかけっこになってしまった。
ゲティスバーグの戦いの2日目である7月2日、キルパトリックの師団はハンターズタウンの町の北東5マイル (8 km)地点でウェイド・ハンプトンの騎兵隊と小競り合いを行った。続いてその夜は南東のトゥタバンズで宿営した。翌日部下の旅団指揮官の一人で有名なジョージ・アームストロング・カスター准将が町の東でのスチュアート隊に対する攻撃でデイビッド・グレッグ准将の師団に合流するよう命令されたので、キルパトリック指揮下には1個旅団しかなくなった。7月3日、ピケットの突撃後、全軍指揮官ジョージ・ミード少将と騎兵軍団指揮官アルフレッド・プレソントン少将から南軍右手のジェイムズ・ロングストリート中将のリトルラウンドトップ真西にある歩兵陣地に対して騎兵突撃を命じられた。キルパトリックの唯一の旅団指揮官エロン・J・ファーンワース准将はそのような無益に攻撃に抗議した。キルパトリックはファーンワースの勇敢さに本質的な疑問を抱いて、彼に敢えて突撃をけしかけたと言われている。「それでは、神にかけて、貴方が行くことを恐れるというなら、私自身が突撃を指揮しよう。」ファーンワースは渋々ながらも命令に従った。ファーンワースはその攻撃で戦死し、その旅団は大きな損失を蒙った。
キルパトリックと残った騎兵隊はリー軍がバージニア州に撤退する間に追撃して嫌がらせを行った。その年の秋、キルパトリックはラッパハノック川で南軍の砲艦サテライトとリライアンス破壊のための遠征に参加し、両艦に乗船してうまく乗員を捕まえた。

### ダールグレン事件

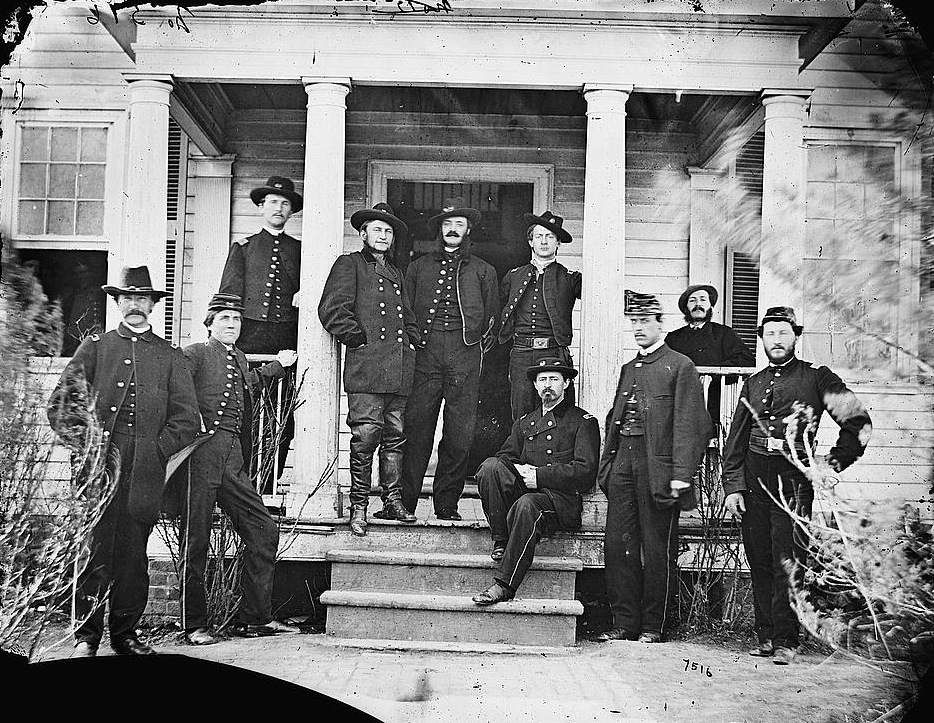
キルパトリックと第3師団の参謀達、1864年3月

1864年春のユリシーズ・グラント中将によるオーバーランド方面作戦開始直前、キルパトリックはリッチモンドやバージニア半島を通る襲撃を行い、ベル島やリビー監獄で捉われている戦争捕虜を救出しようとした。キルパトリック隊は多くの資産を破壊し、敵軍と多くの戦いを行ったが目的は達しなかった。配下の旅団指揮官の一人で、ジョン・A・ダールグレン海軍少将の息子ウルリック・ダールグレン大佐がその途中で戦死した。ダールグレンが死んだ直後にその体から文書が出てきて、それにはアメリカ連合国大統領ジェファーソン・デイヴィスの暗殺計画に関する命令が書かれていた。ダールグレン文書の発見と出版によって国際的論争が引き起こされた。「キルパトリック＝ダールグレン」遠征はこのような失態になり、キルパトリックはもはや東部戦線に居られなくなった。その後西部戦線に転属となり、ウィリアム・シャーマン配下のカンバーランド軍で騎兵軍団第3師団指揮官となった。

### ジョージア州と両カロライナ州を抜ける最後の方面作戦
シャーマンは1864年のキルパトリックを要約して、「私はキルパトリックが最高の唐変木だと知っていたが、この遠征では私の騎兵隊をまさにそのような男が指揮するのを望んだ」と言った。
1864年5月からキルパトリックはアトランタ方面作戦に参加した。5月13日、レサカの戦いで太腿に重傷を負い、そのために7月遅くまで戦場に復帰できなかった。その後、南軍前線の背後の襲撃でかなりの成功を収め、鉄道を剥がしたり、ある時点ではその師団がアトランタの敵陣地周辺を完全に乗り回したりした。
キルパトリックはシャーマン軍に隋いて、サバンナまでの海への進軍から北のカロライナ方面作戦まで従軍し続けた。南部の資産を破壊することに喜びを見出した。2回ほどその粗野な本能が働かないことがあった。キルパトリックがコロンビアを通過するときに出会った若い南部女性と寝ている時に、南軍ウェイド・ハンプトン少将の指揮する騎兵隊がその宿営地を襲ったことと、モンローズ交差点の戦いで下着のまま命からがら逃げ出し自部隊が結集するのを待ったことだった。1865年4月17日、ノースカロライナ州ダーラム近くのベネットプレースで持たれた降伏交渉の席ではキルパトリックがシャーマン少将と同行した。
キルパトリックは1865年4月から6月までミシシッピ軍事地区軍の騎兵軍団で1個師団を指揮した。6月18日には志願兵の少将に昇進した。

## その後の人生
キルパトリックは共和党員として政界活動を始め、1880年にはアメリカ合衆国下院議員選挙に出馬したが落選した。
1865年、アンドリュー・ジョンソン大統領からチリ大使に指名され、これをグラント大統領の時まで続けた。在チリアメリカ合衆国大使として、バルパライソ爆撃後のチンチャ諸島戦争（1866年）の参戦国の間を仲裁する試みに関わった。スペイン提督メンデス・ニュネスの主要条件が占領されたコバドンガの返還だったのでこの試みは失敗した。キルパトリックはアメリカ海軍の指揮官ジョン・ロジャーズ海軍中佐に港の防衛とスペイン艦隊への攻撃を求めた。メンデス・ニュネス提督は「私に1隻しか船が残されていなくても砲撃を続けるのでアメリカの艦船を沈めざるを得ないだろう。スペインと女王と私は名誉の無い艦船よりも艦船の無い名誉を好む(Espana prefiere honra sin barcos a barcos sin honra)」と応じたのは有名な話である。
キルパトリックは1870年に本国に呼び戻された。1865年の任命は政治的取引の結果だと考えられている。キルパトリックはニュージャージ州知事選挙で共和党指名の候補者だったが、マーカス・ウォードに敗れた。キルパトリックはウォードを支援する代わりにチリでの職を与えられた。グラント政権がキルパトリックを呼び戻したために、1872年の大統領選挙ではホレス・グリーリーを支持した。1876年までにキルパトリックは共和党に復帰し、大統領選挙ではラザフォード・ヘイズを支持した。
1881年3月、ニュージャージー州における共和党員としての活動への感謝と下院議員選挙で破れたことへの残念賞として、ジェイムズ・ガーフィールド大統領はキルパトリックを再びチリ大使に任命した。キルパトリックはチリの首都サンティアゴ到着後間もなく死んだ。その遺骸は1887年にアメリカ合衆国に戻り、ウェスト・ポイントのウェスト・ポイント墓地に埋葬された。
キルパトリックは2つの戯曲を書いた。『アラトゥーナ：5幕の歴史と軍事のドラマ』（1875年）と『青と灰色：あるいは戦争は地獄だ』（死後出版、1930年）である。

## 家族
キルパトリックはチリで2番目の妻ルイザ・フェルナンデス・デ・バルディビーソと結婚した。ルイザは17世紀に南米に移民したスペイン人の裕福な家系の一員だった。鉄道王で知られるヴァンダービルト一族と結婚したグロリア・モーガン・ヴァンダービルトと双子の姉妹テルマ・ファーネスはキルパトリックの孫である。他に著名な子孫としてグロリア・モーガンの娘グロリア・ヴァンダービルト、その息子でCNNの記者アンダーソン・クーパーがいる。